# Georg Jeremias Haner
Georg Jeremias Haner, magyarosan Háner György Jeremiás (Szászkézd, 1707. április 17. – Berethalom, 1777. március 9.) erdélyi szász történész, evangélikus szuperintendens.

## Élete
Georg Haner és Henrici Anna fia. Medgyesen járt gimnáziumba. 1726-tól külföldi egyetemeken tanult. Előbb valószinűleg Wittenbergben élt, majd 1729-ben a jenai egyetemre iratkozott be, ahol a brassói származású Schmeizel Márton nagy befolyással volt hallgatóira, különösen a történelem előadásánál fejtett ki nagy buzgalmat. 1730-tól a medgyesi gimnáziumban tanított, hol 1732-ben rector lett. 1735. február 21-én meghívták a medgyesi templomhoz fődiakonusnak és március 11-én nagyatyja Lukas Graffius avatta föl lelkésznek, mire már augusztus 24. a kisselykiek meghívták lelkészüknek; 1740 augusztusában a medgyesi evangélikus község megválasztotta papjának, 1759. augusztus 7-én az egyházi zsinat szuperintendensnek és berethalmi lelkésznek; már 1750-től az elődje mellett mint egyházi jegyző is működött. Az evangélikus vallásúak erős támasza volt; kitartással és sikerrel küzdött az akkori kormányrendeletek ellen, amelyek, különösen városi hivatalok betöltésénél, a római katolikus vallásúak egyenjogúsítását az evangélikussal törekedtek kivívni; ellenben egy protestáns teológiai intézet felállítását Erdélyben Bajtay Antal gyulafehérvári püspök megakadályozta.

## Művei
- Das königliche Siebenbürgen, entworfen und mit nöthigen Anmerkungen versehen, Erlangen, 1763
- De Scriptoribus Rerum Hungaricarum et Transylvanicarum, scriptisque eorundem antiquioribus, ordine chronologico digestis, adversaria. Viennae, 1774. (Ism. Anzeigen, Wien, 1775. V. 25. sz.) A II. részét Johann Filtsch adta ki: De Scriptoribus recentioribus… Cibinii, 1798. cz. (Ism. Siebenb. Quartalschrift VII. 1801. 263.) A kéziratban maradt III. rész: De Scriptoribus recentissimis, 4rét 328 l. az 1701–1773. évek közötti írókat foglalja magában.
- Wohlverdientes Tugenddenkmal der in Wahrheit tugendsam gewesenen Jungfer Marian Elisabethen edelgeborenen Klausenburgerin, bei Gelegenheit ihrer trauervollen Beerdigung, gestiftet in folgenden, öffentlich gehaltenen Trauer- und Trost-Reden. Hermannstadt, év n. (1747. márcz. 9. mondott gyászbeszédek. Haneré a Jesu Trostversicherung vor leidtragende Christen cz., a másik Hiltsch Mihályé.)
- Kézirati munkái: Adsertiones quaedam de Privilegio Saxonum Transs. Nationali… (ezen kézirat a lipcsei Universal-Catalogban az 1762. évnél hibásan van a nyomtatott könyvek közé sorozva); Isagoge in Historiam Transylvanicam trium recentissimorum Saeculorum, Ecclesiasticam, supplendae partim continuandae Historiae Ecclesiarum Transylvanicarum Hanerianae, destinata, 3 kötet; Analecta historica defectuum historiae Transylvaniae, imprimis ecclesiasticae supplendorum gratia congesta, 4 kötet; Annales ecclesiastici Hermanno-Graffiani continuati; Bibliotheca Hungarorum et Tránsylvanorum historica; Diarium synodicale ab a. 1749–1759; Transylvania regalis; Index rerum et personarum memorabilium; Alphabetum historicum Hungaro-Transylvanicum; Miscellanea Historiam Transsylvaniae in primis ecclesiasticam illustrantia. Collecta A. R. S. 1744. sequ. (4rét három kötet, oklevelek és tudósítások, chronologiai táblázatok sat.); Conservatorium Documentorum ad Historiam Transylvaniae Ecclesiasticam spectantium Novantiquorum conquisitorum, hucusque reconditorum (688 oklevéllel); Haneriana Mixta, két kötet (H. vegyes czikkeit és értekezéseit foglalja magában; tartalmát Trausch részletesen közli), Acta Transylvanica, Decimalia; a m. nemzeti múzeumi kézirattárban: Elenchus Historiae Transsilvaniae sub Principibus domesticis 1540–1690 (németül)